# Eolomelodikon
Eolomelodikon (Eolomelodykon, Aeolomelodikon) – instrument klawiszowy z grupy idiofonów języczkowych, w którym dźwięk wydawany jest w piszczałkach przelotowych. Z niego wywodzi się fisharmonia. Został skonstruowany przez Augusta Fidelisa Brunnera.
W 1825 w kościele ewangelickim św. Trójcy w Warszawie  na eolomelodikonie  Fryderyk Chopin zagrał koncert dla cara Aleksandra I.